# Vanilla giulianettii
Vanilla giulianettii là một loài thực vật có hoa trong họ Lan. Loài này được F.M.Bailey miêu tả khoa học đầu tiên năm 1900.